# Liste der Auszeichnungen des Sängers Chris Brown
Diese Liste der Auszeichnungen und Nominierungen von Chris Brown gibt einen Überblick über die Auszeichnungen und Nominierungen des US-amerikanischen Sängers und Songwriters Chris Brown. Sie ist alphabetisch nach Preisverleihungen geordnet. Größter Erfolg in Browns Karriere ist ein Grammy-Gewinn 2012 als „Best R&B Album“ für sein viertes Studioalbum F.A.M.E.

## American Music Awards
Die American Music Awards sind eine seit 1974 jährlich stattfindende Awardshow, welche vom US-amerikanischen Moderator Dick Clark als Gegenstück zu den Grammy Awards ins Leben gerufen wurde. Während die Preise bis einschließlich 2003 jeweils im Januar oder Februar des Jahres verliehen worden, verlegte man das Datum anschließend auf einen Termin im November, womit 2003 zwei Verleihungen stattfanden. Die Nominierungen basieren dabei unter anderem auf Verkaufszahlen, Radiozeiten und Klicks für Musikvideos und sind bezüglich der Musikrichtung unterteilt, beinhalten jedoch auch genreübergreifende Kategorien. Nominiert werden ausschließlich Veröffentlichung im Zeitraum vom 1. Dezember des letzten Jahres sowie 1. September des aktuellen Jahres.
| Jahr | Für        | Kategorie                                   | Resultat   |
| ---- | ---------- | ------------------------------------------- | ---------- |
| 2006 | ihn selbst | „Favorite Soul/R&B Male Artist“             | Nominiert  |
| 2008 | ihn selbst | „Favorite Pop/Rock Male Artist“             | Gewonnen   |
| 2008 | ihn selbst | „Favorite Soul/Rhythm & Blues Music Artist“ | Gewonnen   |
| 2008 | ihn selbst | „Artist of the Year“                        | Gewonnen   |
| 2010 | ihn selbst | „Favorite Male Artist - Soul/R&B“           | Nominiert  |
| 2011 | ihn selbst | „Favorite Male Artist - Soul/R&B“           | Nominiert  |
| 2011 | F.A.M.E.   | „Favorite Soul/R&B Album“                   | Nominiert  |
| 2012 | Fortune    | „Favorite Album – Soul/R&B“                 | Ausstehend |
| 2012 | ihn selbst | „Favorite Male Artist – Soul/R&B“           | Ausstehend |

## BET

### BET Awards
Die BET Awards finden seit 2001 jährlich statt und werden vom Black Entertainment Television meist im Juni des Jahres verliehen. Ausgezeichnet werden hauptsächlich Afroamerikanische Künstler aus dem Bereich Musik, Schauspielerei, Sport, allerdings auch andere Minderheiten. Seit 2006 finden die Verleihung im Shrine Auditorium in Los Angeles statt zuvor wurde sie im Kodak Theatre und im Paris Las Vegas in Las Vegas verliehen.
| Jahr | Für                         | Kategorie                                           | Resultat  |
| ---- | --------------------------- | --------------------------------------------------- | --------- |
| 2006 | ihn selbst                  | „Best Male R&B Artist“                              | Nominiert |
| 2006 | ihn selbst                  | „Best New Artist“                                   | Gewonnen  |
| 2006 | Yo (Excuse Me Miss)         | „Coca-Cola Viewers’ Choice“                         | Gewonnen  |
| 2008 | ihn selbst                  | „Best Male R&B Artist“                              | Gewonnen  |
| 2008 | Kiss Kiss                   | „Best Collaboration“ (mit T-Pain)                   | Nominiert |
| 2008 | Kiss Kiss                   | „Coca-Cola Viewers’ Choice“                         | Nominiert |
| 2008 | No Air                      | „Coca-Cola Viewers’ Choice“                         | Nominiert |
| 2010 | ihn selbst                  | „Best Male R&B Artist“                              | Nominiert |
| 2010 | ihn selbst                  | „AOL FANdemonium Award“                             | Gewonnen  |
| 2011 | ihn selbst                  | „Best Male R&B Artist“                              | Gewonnen  |
| 2011 | ihn selbst                  | „AOL FANdemonium Award“                             | Gewonnen  |
| 2011 | ihn selbst                  | „Best Actor“                                        | Nominiert |
| 2011 | Deuces                      | „Best Collaboration“ (mit Tyga & Kevin McCall)      | Nominiert |
| 2011 | Look at Me Now              | „Best Collaboration“ (mit Lil Wayne & Busta Rhymes) | Gewonnen  |
| 2011 | Look at Me Now              | „Video of the Year“                                 | Gewonnen  |
| 2011 | Look at Me Now              | „Coca-Cola Viewers’ Choice Award“                   | Gewonnen  |
| 2012 | ihn selbst                  | „Best Male R&B Artist“                              | Gewonnen  |
| 2012 | ihn selbst                  | „AOL FANdemonium Award“                             | Gewonnen  |
| 2012 | Turn Up the Music           | „Coca-Cola Viewers’ Choice Award“                   | Nominiert |
| 2012 | ihn selbst, Godfrey Tabarez | „Video Director of the Year“                        | Nominiert |

### BET Hip Hop Awards
Die BET Hip Hop Awards werden seit 2006 jährlich vom Black Entertainment Television, kurz BET, verliehen und finden im Oktober oder November des Jahres statt. Sie Show wird nicht live im TV verliehen, sondern meist erst wenige Tage später gesendet. Ausgezeichnet werden Hip-Hop-Musiker und -Musikvideoregisseure sowie deren Veröffentlichungen.
| Jahr | Für            | Kategorie                                       | Resultat  |
| ---- | -------------- | ----------------------------------------------- | --------- |
| 2008 | Get Like Me    | „Best Hip Hop Video“                            | Nominiert |
| 2008 | Get Like Me    | „Best Hip Hop Collaboration“ (mit David Banner) | Nominiert |
| 2011 | My Last        | „Best Hip Hop Video“                            | Nominiert |
| 2011 | Look at Me Now | „Best Hip Hop Video“                            | Gewonnen  |
| 2011 | Look at Me Now | „Reese’s Perfect Combo Award“                   | Gewonnen  |
| 2011 | Look at Me Now | „Verizon People’s Champ Award“                  | Gewonnen  |

## Billboard

### Billboard Music Awards
Die Billboard Music Awards werden seit 1989 jährlich vergeben. Nachdem der Preis von 2007 bis 2010 pausierte, werden sie seit 2011 wieder verliehen. Die Billboard Music Awards werden vom Magazin Billboard gesponsert und beruhen auf den Daten von Nielsen SoundScan sowie Nielsen Broadcast Data Systems. Die Kategorien beziehen sich jeweils auf ein Genre, außerdem werden auch Preise in Kategorien vergeben, die den Charts der offiziellen US-amerikanischen Hitlisten sprechen. Beispiele hierfür sind „Hot 100 Song“ und „Billboard 200 Album“.
| Jahr | Für           | Kategorie                 | Resultat  |
| ---- | ------------- | ------------------------- | --------- |
| 2006 | ihn selbst    | „Artist of the Year“      | Gewonnen  |
| 2006 | ihn selbst    | „New Artist of the Year“  | Gewonnen  |
| 2006 | ihn selbst    | „Male Artist of the Year“ | Gewonnen  |
| 2012 | ihn selbst    | „Top R&B Artist“          | Gewonnen  |
| 2012 | ihn selbst    | „Top Male Artist“         | Nominiert |
| 2012 | She Ain’t You | „Top R&B Song“            | Nominiert |
| 2012 | F.A.M.E.      | „Top R&B Album“           | Nominiert |

### Billboard R&B/Hip-Hop Awards
Die Billboard R&B/Hip-Hop Awards beruhen auf den Charts der Hot R&B/Hip-Hop Songs und Hot Rap Songs, welche – wie die gesamten US-amerikanischen Charts – vom Magazin Billboard veröffentlicht werden. Das Magazin sponserte auch die Preise. Die Verleihung fand im Zeitraum von 2001 bis 2006 statt und wird seitdem nicht mehr verliehen.
| Jahr | Für        | Kategorie                     | Resultat  |
| ---- | ---------- | ----------------------------- | --------- |
| 2006 | ihn selbst | „R&B/Hip-Hop Artists - New “  | Nominiert |
| 2006 | ihn selbst | „R&B/Hip-Hop Songs Artists“   | Nominiert |
| 2006 | Run It!    | „R&B / Hip-Hop Songs - Sales“ | Nominiert |

### Andere Auszeichnungen
Unter den Begriff „Andere Auszeichnungen“ fallen die Platzierungen, die Brown in jenen Listen erhalten hat, die das Magazin Billboard jeweils zum Ende einer Dekade veröffentlicht. Sie beruhen auf den ebenfalls vom Magazin publizierten offiziellen US-amerikanischen Charts und orientieren sich an den einzelnen Musikrichtungen. Platzierungen von Singles oder Alben werden nicht aufgeführt, sind jedoch in den Lied-Artikeln zu finden.
| Jahr      | Für        | Kategorie               | Resultat  |
| --------- | ---------- | ----------------------- | --------- |
| 2000–2009 | ihn selbst | „Artist of the Decade“  | Platz 29  |
| 2000–2009 | ihn selbst | „Hot 100 Artists“       | Platz 11  |
| 2000–2009 | ihn selbst | „Billboard 200 Artists“ | Platz 143 |
| 2000–2009 | ihn selbst | „Radio Songs Artists“   | Platz 6   |
| 2000–2009 | ihn selbst | „Digital Songs Artists“ | Platz 11  |
| 2000–2009 | ihn selbst | „Ringtones Artists“     | Platz 6   |
| 2000–2009 | ihn selbst | „R&B/Hip-Hop Artists“   | Platz 17  |

## Grammy Awards
Die Grammy Awards werden seit 1959 jährlich von der National Academy of Recording Arts and Sciences vergeben. Seither haben sich die Kategorien der als wichtigsten Musikpreis der Welt geltenden Verleihung stark verändert. Auch der Termin der Vergabe war einem stetigen Wandel unterzogen. So fand die erste Verleihung im Mai statt, wobei auch schon November, April und besonders März als Vergabedatum auserwählt wurden. Seit 1976 gilt, mit wenigen Ausnahmen, der Februar als geeigneter Termin. Die seit 1971 live und international im TV übertragene Veranstaltung findet seit 2004 im Staples Center in Los Angeles statt, wurde jedoch auch bereits im Shrine Auditorium, der Radio City Music Hall und im Madison Square Garden verliehen. In der Anfangszeit der Awardshow fanden an einem Abend verschiedene Dinner in mehreren amerikanischen Städten statt.
| Jahr | Für            | Kategorie                                                       | Resultat  |
| ---- | -------------- | --------------------------------------------------------------- | --------- |
| 2007 | ihn selbst     | „Best New Artist“                                               | Nominiert |
| 2007 | Chris Brown    | „Best Contemporary R&B Album“                                   | Nominiert |
| 2008 | Kiss Kiss      | „Best Rap/Sung Collaboration“ (mit T-Pain)                      | Nominiert |
| 2009 | No Air         | „Best Pop Collaboration with Vocals“ (mit Jordin Sparks)        | Nominiert |
| 2009 | Take You Down  | „Best Male R&B Vocal Performance“                               | Nominiert |
| 2011 | Take My Time   | „Best R&B Performance by a Duo or Group with Vocals“ (mit Tank) | Nominiert |
| 2011 | Deuces         | „Best Rap/Sung Collaboration“ (mit Tyga & Kevin McCall)         | Nominiert |
| 2011 | Graffiti       | „Best Contemporary R&B Album“                                   | Nominiert |
| 2012 | Look at Me Now | „Best Rap Performance“                                          | Nominiert |
| 2012 | Look at Me Now | „Best Rap Song“                                                 | Nominiert |
| 2012 | F.A.M.E.       | „Best R&B Album“                                                | Gewonnen  |

## International Dance Music Awards
Die International Dance Music Awards widmen sich der Elektronischen Musik und bilden den Höhepunkt der Winter Music Conference, welche seit 1986 für gewöhnlich im März stattfindet.
| Jahr | Für              | Kategorie                      | Resultat  |
| ---- | ---------------- | ------------------------------ | --------- |
| 2009 | Forever          | „Best R&B/Urban Dance Track“   | Nominiert |
| 2012 | Beautiful People | „Best R&B/Urban Dance Track“   | Nominiert |
| 2012 | Look at Me Now   | „Best Rap/Hip Hop Dance Track“ | Nominiert |

## MOBO Awards
Die MOBO Awards finden seit 1995 jährlich im Vereinigten Königreich statt, wobei der Ort zwischen Glasgow (2009 und 2011) und London (1995 bis 2008 und 2010) wechselte. MOBO ist ein Akronym für Music of Black Origin. Während früher der Fokus auf Künstler lag, welche Black Music kreierten, werden mittlerweile jedoch Musiker unabhängig von einer Musikrichtung oder gar Nationalität ausgezeichnet.
| Jahr | Für        | Kategorie                 | Resultat  |
| ---- | ---------- | ------------------------- | --------- |
| 2006 | Run It!    | „Best Video“              | Nominiert |
| 2006 | ihn selbst | „Best International Male“ | Nominiert |
| 2008 | ihn selbst | „Best International Act“  | Gewonnen  |
| 2008 | ihn selbst | „Best R&B/Soul“           | Gewonnen  |
| 2011 | Champion   | „Best Video“              | Nominiert |

## MTV

### MTV Australia Awards
Die MTV Australia Awards wurden von 2005 bis 2009 jährlich im März oder April des Jahres verliehen und von MTV Australia präsentiert. Dabei hieß die Show von 2005 bis 2007 offiziell MTV Australia Video Music Awards und erst anschließend MTV Australia Awards. Ausgezeichnet wurden die besten Künstler beziehungsweise Musikvideos.
| Jahr | Für                        | Kategorie            | Resultat  |
| ---- | -------------------------- | -------------------- | --------- |
| 2006 | Run It!                    | „Best R&B Video“     | Gewonnen  |
| 2009 | No Air (mit Jordin Sparks) | „Best Collaboration“ | Nominiert |
| 2009 | Forever                    | „Best Moves“         | Nominiert |

### MTV Europe Music Awards
Die Preise der MTV Europe Music Awards werden seit 1994 jährlich im November von MTV Europe vergeben und soll die beliebtesten Künstler, Musikvideos und Lieder auszeichnen. Als Veranstaltungsort dient jedes Jahr eine andere Stadt, in Deutschland fand die Show bereits fünfmal statt. Nachdem die Verleihung bereits 1994 und 2009 in Berlin sowie 2007 in München gastierte, wurde nun Frankfurt 2012 nach 2001 zum zweiten Mal als Gastgeber bestimmt.
| Jahr | Für                | Kategorie                | Resultat   |
| ---- | ------------------ | ------------------------ | ---------- |
| 2008 | ihn selbst         | „Ultimate Urban“         | Nominiert  |
| 2012 | ihn selbst         | „Best North America Act“ | Ausstehend |
| 2012 | International Love | „Best Song“              | Ausstehend |

### MTV Movie Awards
Die MTV Movie Awards finden seit 1992 statt und werden jährlich – meist im Juni eines Jahres – verliehen. Mit den von Fans gewählten Nominierten und Gewinnern werden die beliebtesten Filme, Darsteller und Filmszenen gekürt.
| Jahr | Für            | Kategorie                  | Resultat  |
| ---- | -------------- | -------------------------- | --------- |
| 2008 | This Christmas | „Breakthrough Performance“ | Nominiert |

### MTV Video Music Awards
Die vom Musiksender MTV seit 1984 jährlich zu Ehren der besten und erfolgreichsten Musikvideos veranstalteten MTV Video Music Awards finden im September oder August eines Jahres statt. Als repräsentierende Stadt wurden bereits New York City, Los Angeles, Miami und Las Vegas auserwählt. Seit der ersten Verleihung haben sich die Kategorien stark verändert, als begehrteste Auszeichnung gilt jedoch der Preis in der Sparte „Video of the Year“. Die Awardshow gilt als eine der wichtigsten Vertreter von Musikvideos und erhielt in jüngerer Vergangenheit große Aufmerksamkeit. So wurde beispielsweise ein Vorfall zwischen Taylor Swift und Kanye West während der Dankesrede von Swift 2009 ebenso medial diskutiert wie Lady Gagas sogenanntes „Fleischkleid“ 2010.
| Jahr | Für                 | Kategorie                                           | Resultat  |
| ---- | ------------------- | --------------------------------------------------- | --------- |
| 2006 | Yo (Excuse Me Miss) | „Best R&B Video“                                    | Nominiert |
| 2006 | Run It!             | „Best New Artist in a Video“                        | Nominiert |
| 2006 | Run It!             | „Viewer’s Choice“                                   | Nominiert |
| 2007 | Wall to Wall        | „Best Choreography in a Video“                      | Nominiert |
| 2008 | Forever             | „Video of the Year“                                 | Nominiert |
| 2008 | Forever             | „Best Dancing in a Video“                           | Nominiert |
| 2008 | Forever             | „Best Choreography in a Video“                      | Nominiert |
| 2008 | Kiss Kiss           | „Best Choreography in a Video“                      | Nominiert |
| 2008 | No Air              | „Best Female Video“ (mit Jordin Sparks)             | Nominiert |
| 2008 | No Air              | „Best New Artist“ (für Jordin Sparks)               | Nominiert |
| 2008 | With You            | „Best Male Video“                                   | Gewonnen  |
| 2011 | My Last             | „Best New Artist“ (für Big Sean)                    | Nominiert |
| 2011 | Look at Me Now      | „Best Hip-Hop Video“                                | Nominiert |
| 2011 | Look at Me Now      | „Best Collaboration“ (mit Lil Wayne & Busta Rhymes) | Nominiert |
| 2012 | Turn Up the Music   | „Best Male Video“                                   | Gewonnen  |
| 2012 | Turn Up the Music   | „Best Choreography in a Video“                      | Gewonnen  |

### MTV Video Music Awards Japan
Die MTV Video Music Awards Japan sind die japanische Version der MTV Video Music Awards und werden seit 2002 jährlich im Mai oder Juni verliehen. Bisher wurden die Städte Tokyo, Saitama, Urayasu und Chiba als Austragungsort der Verleihung auserwählt. Die Show, welche von MTV Japan präsentiert wird, zeichnet sowohl japanische als auch internationale Künstler aus.
| Jahr | Für       | Kategorie           | Resultat  |
| ---- | --------- | ------------------- | --------- |
| 2008 | Kiss Kiss | „Best Male Video“   | Nominiert |
| 2008 | Kiss Kiss | „Best R&B Video“    | Nominiert |
| 2009 | Crawl     | „Best R&B Video“    | Nominiert |
| 2012 | Yeah 3x   | „Best Choreography“ | Nominiert |

## MuchMusic Video Awards
Die MuchMusic Video Awards werden seit 1990 jährlich vom kanadischen Fernsehsender MuchMusic verliehen. Dabei werden überwiegend Musikvideos von kanadischen Künstlern ausgezeichnet, allerdings existieren auch einige internationale Kategorien. Die Show findet gewöhnlich im Juni eines Jahres statt, zudem standen bereits die Jonas Brothers, Miley Cyrus  sowie Selena Gomez als Gastgeber zur Verfügung.
| Jahr | Für                | Kategorie                                  | Resultat  |
| ---- | ------------------ | ------------------------------------------ | --------- |
| 2008 | Kiss Kiss          | „Best International Video - Artist“        | Nominiert |
| 2012 | Next 2 You         | „International Video Of The Year – Artist“ | Nominiert |
| 2012 | International Love | „Most Streamed Video of the Year“          | Nominiert |

## NAACP Image Awards
Der NAACP Image Award ist ein von der Bürgerrechtsorganisation National Association for the Advancement of Colored People, kurz NAACP, erstmals 1967 verliehener Preis, welcher außergewöhnliche Leistungen von farbigen Menschen in den Bereichen Film, Fernsehen, Musik und Literatur würdigen soll. Die Gewinner werden von den Mitgliedern der Organisation gewählt.
| Jahr | Für        | Kategorie                                                     | Resultat  |
| ---- | ---------- | ------------------------------------------------------------- | --------- |
| 2006 | ihn selbst | „Outstanding New Artist“                                      | Gewonnen  |
| 2007 | ihn selbst | „Outstanding Male Artist“                                     | Nominiert |
| 2008 | ihn selbst | „Outstanding Male Artist“                                     | Gewonnen  |
| 2008 | Exclusive  | „Outstanding Album“                                           | Nominiert |
| 2009 | No Air     | „Outstanding Duo, Group or Collaboration“ (mit Jordin Sparks) | Nominiert |
| 2009 | ihn selbst | „Outstanding Male Artist“                                     | Nominiert |
| 2012 | ihn selbst | „Outstanding Male Artist“                                     | Nominiert |
| 2012 | F.A.M.E.   | „Outstanding Album“                                           | Nominiert |

## Nickelodeon

### Nickelodeon Kids’ Choice Awards
Die Nickelodeon Kids’ Choice Awards, die umgangssprachlich auch KCAs genannt werden, werden seit 1988 jährlich verliehen. Die Preise, orangefarbene Blimps, werden vom Fernsehsender Nickelodeon gesponsert, der die Verleihung auch live ins TV überträgt. Die Gewinner werden von den meist jungen Zuschauern des Kindersenders gewählt. Eine Besonderheit der Verleihung, welche bereits von Justin Timberlake, Jack Black und auch Will Smith moderiert wurde, stellen die sogenannten „Schleimattacken“ dar, denen die Prominenten ausgesetzt werden. Dabei werden diese – wissend oder überraschend – mit grünem Schleim übergossen.
| Jahr | Für        | Kategorie              | Resultat  |
| ---- | ---------- | ---------------------- | --------- |
| 2007 | ihn selbst | „Favorite Male Singer“ | Nominiert |
| 2008 | ihn selbst | „Favorite Male Singer“ | Gewonnen  |

### Nickelodeon UK Kids’ Choice Awards
Die Nickelodeon UK Kids’ Choice Awards sind die britische Version der Nickelodeon Kids’ Choice Awards und werden seit 2007 verliehen. 2007 und 2008 fand dabei eine eigene offizielle Verleihung statt, während die Sendung von 2009 bis 2010 pausierte. Seit 2011 überträgt die britische Version des Senders Nickelodeon die Variante der USA einen Tag später und fügt lediglich einzelne Sequenzen und Szenen hinzu. Dabei existieren auch verschiedene Kategorien extra für britische Musiker und Schauspieler, welche dann eingeblendet werden.
| Jahr | Für        | Kategorie         | Resultat |
| ---- | ---------- | ----------------- | -------- |
| 2008 | ihn selbst | „Favorite Singer“ | Gewonnen |

## NRJ Music Awards
Die NRJ Music Awards sind ein seit 2000 vom französischen Radiosender NRJ Radio zusammen mit dem Fernsehsender TF1 verliehener Preis, welcher Musiker und deren Werke auszeichnet. Die Verleihung finden üblicherweise einen Tag vor der Eröffnung Midem-Musikmesse statt.
| Jahr | Für        | Kategorie                               | Resultat  |
| ---- | ---------- | --------------------------------------- | --------- |
| 2009 | ihn selbst | „International Male Artist of the Year“ | Nominiert |

## Ozone Awards
Die Ozone Awards werden vom Magazin Ozone verliehen und sind auf Hip-Hop- sowie R&B-Musik fokussiert. Die erste Verleihung fand 2006 in Miami statt.
| Jahr | Für         | Kategorie                                       | Resultat  |
| ---- | ----------- | ----------------------------------------------- | --------- |
| 2008 | ihn selbst  | „Best R&B Artist“                               | Gewonnen  |
| 2008 | Get Like Me | „Best Rap/R&B Collaboration“ (mit David Banner) | Nominiert |

## People’s Choice Awards
Die People’s Choice Awards werden seit 1975 verliehen und von dem US-amerikanischen Sender CBS übertragen. Ausgezeichnet werden dabei Künstler aus den Bereichen Film, Fernsehen und Musik.
| Jahr | Für        | Kategorie                                      | Resultat  |
| ---- | ---------- | ---------------------------------------------- | --------- |
| 2009 | No Air     | „Favorite Combined Forces“ (mit Jordin Sparks) | Gewonnen  |
| 2009 | No Air     | „Favorite Pop Song“                            | Nominiert |
| 2009 | With You   | „Favorite R&B Song“                            | Nominiert |
| 2009 | ihn selbst | „Favorite Star Under 35“                       | Nominiert |
| 2009 | ihn selbst | „Favorite Male Singer“                         | Gewonnen  |
| 2012 | ihn selbst | „Favorite R&B Artist“                          | Nominiert |

## Soul Train Music Awards
Die Soul Train Music Awards werden seit 1987 jährlich an die erfolgreichsten farbigen Künstler den Entertainmentbranche verliehen. Es gibt unter anderem einzelne Kategorien für die Afroamerikanischen Musikrichtungen Gospel, R&B und Hip-Hop.
| Jahr | Für                 | Kategorie                         | Resultat   |
| ---- | ------------------- | --------------------------------- | ---------- |
| 2006 | ihn selbst          | „Best R&B/Soul or Rap New Artist“ | Gewonnen   |
| 2007 | Chris Brown         | „Best R&B/Soul Album, Male“       | Nominiert  |
| 2007 | Yo (Excuse Me Miss) | „Best R&B/Soul Album, Male“       | Nominiert  |
| 2011 | Look at Me Now      | „Best Hip-Hop Song of the Year“   | Nominiert  |
| 2011 | She Ain’t You       | „Song of the Year“                | Nominiert  |
| 2011 | She Ain’t You       | „Best Dance Performance“          | Nominiert  |
| 2011 | ihn selbst          | „Best Male R&B/Soul Artist“       | Nominiert  |
| 2011 | F.A.M.E.            | „Album of the Year“               | Gewonnen   |
| 2012 | Turn Up the Music   | „Best Dance Performance“          | Ausstehend |

## Teen Choice Awards
Die Teen Choice Awards werden seit 1999 jährlich an Künstler aus den Bereichen Film, Fernsehen, Musik, Sport, Fashion und Ähnlichem verliehen. Die Gewinner, die von Fans gewählt werden, erhalten als Auszeichnung ein Surfbrett mit dem Logo der Verleihung. Gewöhnlich finden diese im Gibson Amphitheatre in Los Angeles statt und wurde bereits von Miley Cyrus, den Jonas Brothers und Katy Perry moderiert. Der Fernsehsender Fox Broadcasting Company überträgt die Show, die jedoch nicht jedes Jahr eine Live-Ausstrahlung erhält.
| Jahr | Für              | Kategorie                                        | Resultat  |
| ---- | ---------------- | ------------------------------------------------ | --------- |
| 2006 | ihn selbst       | „Choice Breakout Artist: Male“                   | Gewonnen  |
| 2006 | ihn selbst       | „Choice Music: R&B Artist“                       | Nominiert |
| 2006 | ihn selbst       | „Choice Music: Male Artist“                      | Nominiert |
| 2007 | ihn selbst       | „Choice Movie: Breakout Male“                    | Nominiert |
| 2007 | ihn selbst       | „Choice Music: R&B Artist“                       | Nominiert |
| 2007 | Wall to Wall     | „Choice Music: R&B Track“                        | Nominiert |
| 2008 | With You         | „Choice Music: Single“                           | Nominiert |
| 2008 | ihn selbst       | „Choice Male Hottie“                             | Nominiert |
| 2008 | ihn selbst       | „Choice Red Carpet Fashion Icon Male“            | Nominiert |
| 2008 | ihn selbst       | „Choice Music: Male Artist“                      | Gewonnen  |
| 2008 | ihn selbst       | „Choice Music: R&B Artist“                       | Gewonnen  |
| 2008 | Forever          | „Choice Music: R&B Track“                        | Gewonnen  |
| 2008 | Forever          | „Choice Summer Song“                             | Nominiert |
| 2008 | No Air           | „Choice Music: Love Song“                        | Nominiert |
| 2008 | No Air           | „Choice Music: Hook-Up“ (mit Jordin Sparks)      | Gewonnen  |
| 2008 | Shawty Get Loose | „Choice Music: Hook-Up“ (mit Lil’ Mama & T-Pain) | Nominiert |
| 2008 | Shawty Get Loose | „Choice Music: Rap/Hip Hop Track“                | Gewonnen  |

## TRL Awards
Die TRL Awards werden seit 2006 vom italienischen Fernsehsender MTV Italia an die beliebtesten Musiker in Italien verliehen.
| Jahr | Für        | Kategorie | Resultat |
| ---- | ---------- | --------- | -------- |
| 2006 | ihn selbst | „Fake ID“ | Gewonnen |

## World Music Awards
Die World Music Awards werden seit 1989 an die kommerziell erfolgreichsten Künstler der Welt verliehen. Die Zahlen für die Auswertung werden von der International Federation of the Phonographic Industry, dem Weltverband der Phonoindustrie, bereitgestellt. Die Verleihung findet meist in Monaco statt, wobei jedoch auch London und Los Angeles sowie Las Vegas bereits als Austragungsstätte genutzt wurden.
| Jahr | Für        | Kategorie                         | Resultat  |
| ---- | ---------- | --------------------------------- | --------- |
| 2006 | ihn selbst | „World’s Best-Selling R&B Artist“ | Nominiert |
| 2008 | ihn selbst | „World’s Best-Selling R&B Artist“ | Gewonnen  |